# Палтену (Арђеш)
Палтену (рум. Paltenu) насеље је у Румунији у округу Арђеш у општини Шуичи. Oпштина се налази на надморској висини од 673 m.

## Становништво
Према подацима из 2002. године у насељу је живело 260 становника, од којих су сви румунске националности.